# 琉球朝日放送
琉球朝日放送株式会社（りゅうきゅうあさひほうそう、Ryukyu Asahi Broadcasting Corporation.）は、沖縄県を放送対象地域とし、テレビジョン放送事業を行っている特定地上基幹放送事業者。1994年（平成6年）6月10日会社創立、1995年（平成7年）10月1日開局。略称はQAB（Ryu-Q Asahi Broadcasting）。ANN系列フルネット。コールサインはJORY-DTV。

## 概要
QABは、1972年の本土復帰後、沖縄県では初めて開局した民間放送のテレビ局であり、平成新局の一つでもある。また県内で初めて本局がUHFのテレビ局として開局した関係で、同局の視聴に当たっては、一部地域で新たにUHFアンテナが必要になった。
このため、サービス放送開始から数年間は、アンテナの設置方法を説明する5分間のミニ番組・「アンテナ情報」がRBCテレビも含めて放送された。
琉球放送（RBC）が資本参加し、RBCの社屋を共有している 為、RBCから社員、スタッフが多く出向している。これはRBCと関係の深い沖縄タイムスと朝日新聞の友好関係と開局を前提に締結したRBCとテレビ朝日の業務提携に基づくものである。QABではアナウンス、報道、営業関係の一部の放送業務を自社で行い、社屋・送信所・中継局・支社の施設管理や送出マスターなど、ほとんどの関連業務をRBCに委託している。事実上、RBCの1局2波体制となり、RBCテレビの第2チャンネルという位置付けである。当初はテレビ朝日側が単独で開局させる予定であったが共倒れを恐れたRBCがテレビ朝日と折衝、郵政省（当時）とも粘り強く交渉して、現在の体制を構築した。また、RBCと報道部門等の統合を模索したがJNN協定の「他系列に属する放送局の参加を認めない」条項に抵触する可能性があることから取り止めとなった。
1990年代に開局計画のあった沖縄第4局（30ch。沖縄県の日本テレビ系列となる予定だった局）と同時開局の予定も計画されていた。
アルファベット略語の中に「Q」を用いるのは、当局の他には福岡県のTVQ九州放送（TXN・テレビ東京系列局、通称・テレQ）だけが該当する。
沖縄県には日本テレビ系列局とテレビ東京系列局が無いが、平成新局となっていることに加え、先島諸島への開局がデジタル新局として開局した歴史的経緯から日本テレビ系列に属し、系列内での放映権を有した番組のネット受けは一切行っていない。一方で、テレビ東京系列の番組と全国独立放送協議会加盟局の番組、製作委員会方式の番組は一部を番組販売の形で放送している。
主な受賞歴に『告発～外務省機密漏洩事件から30年 今語られる真実』で2002年日本民間放送連盟賞テレビ報道番組優秀賞『枯れ葉剤を浴びた島～ベトナムと沖縄 元米軍人の証言～』で2012年日本民間放送連盟賞テレビ報道番組優秀賞 を、『標的の村～国に訴えられた東村・高江の住人たち～』で2013年日本民間放送連盟賞テレビ報道番組優秀賞 を、『枯れ葉剤を浴びた島2～ドラム缶が語る終わらない戦争～』で2016年日本民間放送連盟賞テレビ報道番組最優秀賞 をそれぞれ受賞した。同賞をテレビ朝日系列の平成新局が番組部門で最優秀賞を受賞するのは初めてだった。また、『QAB琉球朝日放送四夜連続ドラマスペシャル パナウル王国物語』が2020年日本民間放送連盟賞テレビドラマ優秀賞 を、『誰のために島を守る～自衛隊配備 その先に～』が2024年日本民間放送連盟賞テレビ報道番組優秀賞を受賞した。

## 拠点
本社と福岡支社には琉球放送も同居し、事業を兼務する。

### 本社
那覇市久茂地2丁目3-1 琉球放送会館（〒900-8510）

### 支社
- 東京支社 - 東京都中央区銀座5丁目14-5 光澤堂GINZAビル4F
- 関西支社 - 大阪市北区曽根崎新地1丁目4-10 銀泉桜橋ビル3F
- 福岡支社 - 福岡市中央区天神1丁目9-17 福岡天神フコク生命ビル13F

## 沿革
- 1993年（平成5年） - 沖縄地区第3局・第4局の周波数割り当て[注 7]。
- 1994年（平成6年）6月10日 - 那覇市に設立。
- 1995年（平成7年）
  - 9月24日 - サービス放送開始。
  - 10月1日 - 沖縄県3番目の民放テレビ局として開局。
- 2003年（平成15年）1月 - サンゴ保護キャンペーンとして、美ら島募金（ちゅらしまぼきん）を開始。
- 2006年（平成18年）
  - 11月1日 - 地上デジタル放送サービス放送（サイマル）開始。
  - 12月1日 - 地上デジタル放送開始。
- 2009年（平成21年）10月21日 - 当初非該当とされていながらも、デジタル新局開局に移行された先島諸島（宮古・八重山）での放送開始。
最初は同年5月の開局を目指し準備を進めたが、本島⇔先島間の伝送路と先島諸島内での信号伝送路を繋ぐ機器に不具合が生じたことが原因とされ、直前の4月28日に延期を発表。その後機器の不具合が修正され、10月20日に沖縄総合通信事務所から免許が交付され、先島（宮古・八重山）地区では、開局して以来15年目にしてようやくQABを視聴出来るようになった。
- 2011年（平成23年）7月22日 - デジタル新局として大東諸島（南大東・北大東）での放送開始。これにより沖縄県全体の99.5%カバーしている。さらに、これまで本土（キー局テレビ朝日）の番組しか視聴できず、ニュースなどは字幕などでしか伝わっていなかったが、この日よりローカル放送の番組もスタートした。これにより、ローカル放送のニュースや番組・当局で放送している系列外やテレビ朝日系列内の地方局の番組も放送されるようになった。
- 2011年（平成23年）7月24日 - 地上アナログ放送終了。
- 2020年（令和2年）
  - 6月30日 - 2019年（令和元年）9月21日に放送されたローカルドキュメンタリー番組『島にセブン-イレブンがやって来た〜沖縄進出の軌跡と挑戦〜』について、放送倫理・番組向上機構（BPO）の放送倫理検証委員会は「視聴者に広告放送であるとの誤解を招く演出があった」として放送倫理違反に認定[11][12][13][14][15][16]。
  - 12月14日 - 通常時終夜放送を開始。

### 社史・記念誌
- 琉球朝日放送10年史 2008年（平成20年）6月発行、183ページ。

## ネットワークの移り変わり
- 1995年（平成7年）10月1日 沖縄県では史上初めて、日本国でテレビジョン免許を交付されたテレビ局として開局した。テレビ朝日系列フルネット局として開局。また、民放テレビ局では初めて先発既存局による1局2波の放送局である。
  - ネット番組はテレビ朝日と琉球放送が設立母体である関係もあって、開局時に後者から移行された。
- 民間放送教育協会制作分は、当時県内で唯一加盟していた沖縄テレビ放送が手放さなかったため移行されなかった。ちなみに琉球放送は2002年（平成14年）4月1日に加盟しているが、現時点では両局から移行されてはいない。
- 開局と同時にANNに加盟したことでわかるように、ニュースは新規ネット開始である。

## 不祥事
2018年9月1日午前6時頃に東京都中央区月島三丁目にてタクシー運転手に対する強盗致傷の現行犯で東京支社営業部の男性社員が逮捕された。84歳のタクシー運転手に車内や路上で殴打や押し倒しを行ってあばら骨の骨折などの全治1ヶ月の傷害、乗車料金7290円の支払い拒否を行った。社員は被疑事実を否認している。社員の逮捕を受けて琉球朝日放送は「社員教育の徹底と信頼回復に努めてまいります」とコメントした。なお、当該社員は懲戒解雇となり、東京簡裁より罰金刑の略式命令を受けた。

## 放送エリア
沖縄県全域　鹿児島県奄美群島の一部地域

### チャンネル
コールサイン：JORY-DTV
リモコンキーID：5

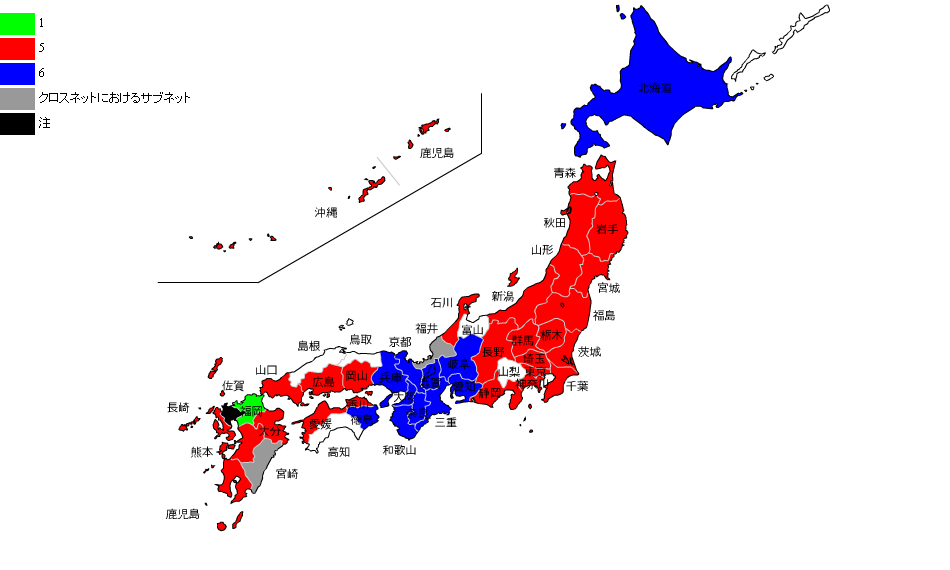
テレビ朝日系列のリモコンキーID地図

- 那覇本局 - 16ch・周波数491.142857 MHz:出力1kW（実効輻射電力18kW。2006年12月1日放送開始）
- 佐敷 - 33ch・3W（2007年12月1日放送開始）
- 今帰仁 - 42ch・30W（2007年12月1日放送開始）
- 久米島 - 32ch・3W（2007年12月1日放送開始）
- 本部 - 51ch・100 mW（2008年12月1日放送開始）
- 沖縄石川 - 33ch・300 mW（2008年12月1日放送開始）
- 久米島東 23ch・100 mW（2008年12月1日放送開始）●
- 宮古島 - 16ch・100W（2009年10月21日放送開始）●
- 多良間 - 47ch・100 mW（2009年10月21日放送開始）●
- 石垣 - 36ch・100W（2009年10月21日放送開始）●
- 石垣川平 - 21ch・30W（2009年10月21日放送開始）●
- 祖納 - 48ch・1W（2009年10月21日放送開始）●
- 与那国 - 47ch・1W（2009年10月21日放送開始）●
- 内道 - 22ch・10 mW（2009年10月21日放送開始）●
- 宜野湾 - 46ch・1W（2009年12月1日放送開始）
- 胡屋 - 33ch・1W（2009年12月1日放送開始）
- 具志川 - 21ch・1W（2009年12月1日放送開始）
- 伊是名東 - 19ch・50 mW（2010年3月31日放送開始）●
- 伊是名西 - 35ch・50 mW（2010年3月31日放送開始）●
- 大度 - 23ch・10 mW（2010年3月31日放送開始）●
- 高原 33ch・10 mW（2010年7月24日放送開始）
- 北中城 42ch・10 mW（2010年7月24日放送開始）
- 南大東 - 38ch・3W（2011年7月22日放送開始）●
- 北大東 - 48ch・3W（2011年7月22日放送開始）●
  - ●印の中継局は、デジタル新局として開局した中継局。

先島中継局は当初2009年5月に放送開始を予定していたが、技術的トラブルにより先送りとなり、10月21日に放送開始された。
先島諸島・大東諸島に関しては「離島での放送」も参照。
那覇本局の送信所はアナログ・デジタルとも嘉数放送所
- 所在地・豊見城市字嘉数534（琉球放送のデジタルテレビ放送及びラジオ（RBCiラジオ）と共同）

※那覇本局の送信所に限らず、当局の中継局施設も全て琉球放送のデジタルテレビと共同使用しており、那覇本局と今帰仁中継局以外の中継局施設ではNHK沖縄放送局と沖縄テレビ（または沖縄テレビ）も合わせて共同使用している。
※鹿児島県の和泊町にあるケーブルテレビ局「和泊町有線テレビ」では他の在沖民放2局とNHK沖縄放送局の総合テレビと共に区域外再放送を行っている。

#### アナログ放送
2011年7月24日停波時点
コールサイン：JORY-TV
- 那覇本局 28ch
  - 映像周波数：561.25 MHz・出力10kW（最大実効輻射電力200kW）
  - 音声周波数：565.75 MHz・出力2.5 kW（最大実効輻射電力50kW）
- 主な中継局（★印は開局と同時に放送開始）
  - 首里 53ch・3W★
  - 佐敷 54ch・30W
  - 宜野湾 35ch・10W★
  - 胡屋 18ch・10W★
  - 具志川 44ch・10W
  - 沖縄石川 53ch・3W★
  - 恩納 35ch・3W
  - 今帰仁 42ch・300W★
  - 名護東江 52ch・1W
  - 本部 54ch・1W★
  - 久米島 42ch・30W★

※開局当初QABの「Q」と数字の「9」をかけて、リモコンのプリセットを9chにするように宣伝していたようである。そのため、現在でも本島中部を中心に9ch=QABで通じる家庭は多いが、那覇市近郊ではOCNでのプリセットが「4」である（現在、OCNでの9chは日テレNEWS24）。影響からか、OCNに加入していないにも関わらず4chにセットする家庭も多く、中部での9chが通じない場合がある。また最近のビデオ等の地域設定でのプリセットでも、「4」や「1」が多い。どちらにせよ、OTVの「8」やRBCの「10」（こちらは一部を除いた離島でも通じるようである）よりも浸透していないのが現状であるようだ。なお2001年頃の沖縄タイムス及び琉球新報ではVHF各局は親局のチャンネル番号を表記していたが、当局についてはそのスペースにアナログ放送の親局チャンネル番号28ではなく当局のロゴを表記していた。

### 離島での放送
- アナログ放送時代、先島諸島と大東諸島では、中継局が整備されなかったため、QABの放送は先島諸島の地元ケーブルテレビ局である宮古テレビ、石垣ケーブルテレビへの再放送も含め視聴出来なかった（大東諸島はケーブルテレビ局は整備されていない）。
  - 先島諸島の場合、それぞれ地元ケーブルテレビ局が、自主制作チャンネルでテレビ朝日の番組を時差配信していた[注 8]。
  - 大東諸島では、衛星通信で送られている小笠原諸島向けのテレビ朝日の番組を受信し、南大東島・北大東島で地上波に変換して放送していたが、沖縄県内の情報は電話回線により画面へのテロップ挿入で伝えられていた。
- これらの地域では、直接パラボラアンテナと受信チューナーを設置するか、先島諸島では地元ケーブルテレビ局に加入したうえで、BS朝日や朝日ニュースター（現・テレ朝ch2）など[注 9] を視聴しない限りテレビ朝日（ANN向け）の番組（一部のみ）は全く見ることが出来なかった。

そんな中、当初「非該当」となっていたQABの地上デジタル放送が、デジタル新局として2009年5月に放送開始されることになり、13年半ぶりに地上波でテレビ朝日系列の番組視聴が復活するはずであった。その際、海底光ファイバー経由での使用となるがこれと先島諸島内の信号伝送路を繋ぐ宮古島平良中継局の機器でトラブルが発生したため、問題が解決するまで先送りとなった。2009年10月21日に本放送が開始され、当日の『スーパーモーニング』や『スーパーJチャンネル』等で取り上げられた。
- 先島諸島ではアナログ放送終了が2011年に決まったこともあり、アナログ中継局は設置されなかったため、NTSCのチューナーとアンテナだけでの直接受信は出来なかったが、上述ケーブル局2社では、加入者を対象とした「デジアナ変換」（デジタルの放送信号をアナログチャンネルに変換する方式。当時行っていたアナログの再放送とは異なり、当初からレターボックス16:9で放送）により受信することが出来た。デジアナ変換（他のチャンネル含む）は総務省の取り決めにより2015年3月までに終了した。
- 大東諸島では、当初海底ケーブル敷設等の技術的な問題もあり、中継局の自力建設は困難とされていたものの、その後難視聴対策で開局する方向に転換。海底ケーブルが敷設され、2011年7月22日に開局した。当日は夕方のローカルニュース「ステーションQ」で、南大東村からの生中継を行なった。
- デジタル放送については、アナログ放送とは逆に先島諸島では2009年10月までに全中継局で開局した[注 10]。最終的には、2011年7月22日の南大東・北大東の両中継局開局により、沖縄県内の100％エリアカバーを果たした。

## 資本構成
企業・団体は当時の名称。出典：

### 2021年3月31日
| 資本金 | 発行済株式総数 | 株主数 |
| ------ | -------------- | ------ |
| 7億円  | 14,000株       | 19     |

| 株主                       | 株式数  | 比率   |
| -------------------------- | ------- | ------ |
| テレビ朝日ホールディングス | 2,780株 | 19.85% |
| 朝日新聞社                 | 2,400株 | 17.14% |
| 琉球放送                   | 1,120株 | 08.00% |
| 沖縄タイムス社             | 0,950株 | 06.78% |

## アナウンサー

### 在籍中
※QABの場合は、原則として『NEWS CATCHY』（『CATCHY』第2部）の担当者がアナウンサーとなっているようである。なお、アナウンサーリストは、QABのホームページ『アナウンサーズ』に掲載されている。
男性
- 2017年 中村守
- 2024年 戸田一希

女性
- 2016年 金城美優（11月宮古テレビより移籍、記者兼任）
- 2018年 山城咲貴
- 2022年 玉城真由佳

### かつて在籍したアナウンサー

#### 男性
- 2001年
  - 棚原勝也（ラジオ沖縄から移籍、現・編成部長。現在でも甲子園取材の応援として県予選から担当することもあり、また時々ニュースを読むことがある）
- 2010年
  - 草柳悟堂（九州朝日放送（系列局）から移籍、現・報道制作部長）
- 2012年
  - 沼尻和樹（ - 2024年。現・Sports Zoneへ移籍）
- 2021年
  - 寺崎未来（ - 2025年4月30日。5月1日にプロフィール・各種SNS・出演動画がすべて削除された）
- 東江八十郎
- 平岩勝仁
- 水間将太
- 渡邊直樹
- 謝花尚

#### 女性
- 1995年
  - 池原あかね（元鹿児島放送・琉球放送から移籍）
  - 三上智恵（毎日放送から移籍。2014年3月退社、現・ドキュメンタリー映像作家）
- 1996年
  - 宮城さつき（ - 2010年）
- 2006年
  - 上原典子（契約職）
- 2013年
  - 川村美保（ - 2018年。元TBS954情報キャスター、ホリプロへ移籍）
  - 中川栞（ - 2017年・テレビ大阪へ移籍、現・フリーアナウンサー）
- 2017年
  - 伊波紗友里（ - 2020年。ラジオ沖縄→TBSニュースバード）
- 河合麗子（元日本道路交通情報センターキャスター、現・くまもと県民テレビアナウンサー）
- 比嘉鈴代（モデルから転身。地上デジタル放送推進大使）
- 比嘉夏希

アナウンサー以外
- 岸本貴博（現在、テレビ西日本報道記者）

## 主な番組

### ローカル番組
- QABニュース（随時）
- 沖縄あの店この店（月 - 金曜 13:45 - 13:49）[注 11]
- CATCHY（月 - 金曜 第一部 16:15 - 16:45、第二部 18:15 - 18:55）
- ザ・チャレンジ!（火曜 0:45 - 1:00（月曜深夜））
- 17のたね（火曜 18:55 - 19:00）
- ものまね工場ホリのうちなぁんちゅの時間です（木曜 1:10 - 1:40（水曜深夜））
- ティンクティンクのアッチャーアッチャー season3（第1・3木曜 9:55 - 10:20）
- Qごろ〜ずカフェ（金曜 10:20 - 10:45）
- グルメちゃんぷるー（第1・3金曜 23:10 - 23:15）
- #サタデーキングス（土曜 11:25 - 11:40）
- リゾートキングダム（日曜 0:30 - 1:00（土曜深夜））
- うちなーなんばー1（日曜 10:00 - 10:30）
- 夢キラリ!うちなー元気っず（日曜 15:25 - 15:30）
- 乾杯トークバラエティ「ガレッジセールの英雄会議」（日曜 16:30 - 17:00）
- ウチラン（日曜 17:00 - 17:30）
- めざせ甲子園（夏季高校野球県大会の期間中のみ）
- お笑いバイアスロン（毎年8月下旬頃に特別番組で放送、放送曜日・時間は年度によって異なる）
- 沖縄なう（通常番組放送終了後のフィラー番組）[注 12]
- ニッポンの酒シリーズ（毎年12月放送、KFB、UX、abn、HAB、OAB、KABとの共同制作、幹事局は年により異なる）

#### 終了したローカル番組
- 島唄楽園（1995年10月7日 - ？）
- うちなーバラエティー ハイサイ邦彦でーびる
- スパイス
- Fashion Garden
- らんちょんサミット
- チャーガンジューTV
- たーちまちゅーTV
- ステーションQ
- はいたい七葉（2シリーズ放送）
- 琉球いろは歌
- デコテレ
- #ハピイレ
- ノブコブ吉村のとりあえず!
- ひとめし ～人に奢ってもらう飯が一番うまい～
- Cinema Paradiso
- 旬感!Qアプリ
- 十時茶まで待てない!
- サキどりQ（現在は『CATCHY』内で放送）
- Qプラス
- こきざみぷらす
- ちゃ～たいむ
- 琉熱GameTV
- OKINAWA サンライズタウンTV
- 琉球島紀行
- ピカチュウのオキナワゆいまーるさんぽ
- ハングリーナ

### テレビ朝日系列時差ネット番組
- ワールドプロレスリング（火曜 1:05 - 1:35（月曜深夜））
- ナスD大冒険TV（火曜 10:25 - 11:15）
- 相席食堂（水曜 0:15 - 1:10（火曜深夜）、朝日放送テレビ制作）
- バスケ☆FIVE〜日本バスケ応援宣言〜（水曜 2:20 - 2:35（火曜深夜））
- ラブ!!Jリーグ（水曜 2:35 - 2:50（火曜深夜）））
- musicるTV（木曜 1:45 - 2:15（水曜深夜））
- これ余談なんですけど・・・（金曜 0:50 - 1:45（木曜深夜）、朝日放送テレビ制作）
- Break Out（金曜 2:20 - 2:50（木曜深夜））
- 渡辺篤史の建もの探訪（金曜 9:55 - 10:25）
- 出川一茂ホラン☆フシギの会（金曜 15:15 - 15:45）
- 探偵!ナイトスクープ（土曜 13:30 - 14:30、朝日放送テレビ制作）[注 13]
- チョコプランナー（日曜 0:00 - 0:30（土曜深夜））
- なにわ男子の逆転男子（日曜 1:00 - 1:30（土曜深夜））
- なるみ・岡村の過ぎるTV（日曜 13:55 - 14:55、朝日放送テレビ制作）[注 14]
- 謎解き戦士!ガリベンガーV（日曜 14:55 - 15:25）[注 14]
- ビートたけしのTVタックル（日曜 15:30 - 16:25）[注 14]
- テレメンタリー（月曜 1:30 - 2:00（日曜深夜））

#### 終了した時差ネット番組
- 歴史街道〜ロマンへの扉〜（朝日放送テレビ制作）
- 刑事定年（BS朝日制作）
- 家族法廷（BS朝日制作）
- さまぁ〜ず×さまぁ〜ず[注 15]
- まんが未知
- 笑×演
- ピエール瀧のしょんないTV（静岡朝日テレビ制作）
- まとめないで!!
- 鉄子の育て方（メ〜テレ制作）
- 『ぷっ』すま
- ビーバップ!ハイヒール（朝日放送テレビ制作）
- 水曜どうでしょうClassic（北海道テレビ制作）
- 松本家の休日（朝日放送テレビ制作）
- 今ちゃんの「実は…」（朝日放送テレビ制作、途中打ち切り）
- 裸の少年（途中打ち切り）
- あるある土佐カンパニー2
- おかずのクッキング
- おぎやはぎのハピキャン（メ～テレ制作、途中打ち切り）
- あざとくて何が悪いの?（途中打ち切り）

### 他系列番組

#### テレビ東京系列
- ナゼそこ?（月曜 15:20 - 16:15）
- あのちゃんの電電電波♪（金曜 0:50 - 1:20（木曜深夜））
- ポケモンとどこいく!?（土曜 7:00 - 7:30）
- ポケットモンスター（土曜 7:30 - 8:00）
- 所さんの学校では教えてくれないそこんトコロ!（土曜 10:30 - 11:25）
- YOUは何しに日本へ?（土曜 12:00 - 13:25）

#### 独立放送局など
- 福岡ミライスト（金曜 0:45 - 0:50（木曜深夜））
- ごちそうライフ3（不定期放送、千葉テレビ制作）
- 天久鷹央の推理カルテ （火曜 1:05 - 1:35（月曜深夜）[注 16] ）（BS11製作、ドラマ版も放送）

#### 終了した他系列の番組
テレビ東京系列
- カードファイト!!ヴァンガード（テレビ愛知制作、第1期のみ放送）
- とっとこハム太郎
- 三丁目のポスト（テレビ大阪制作）
- TVチャンピオン2（2002年にOTVから移行）※HD
- 甲虫王子ムシキング 森の民の伝説（2005年5月 - 2006年）
- ふぉうちゅんドッグす
- 超星神シリーズ
- きらりん☆レボリューション※HD
- BLUE DRAGON
- すっから母さん
- CSI科学捜査班（第1シーズン、第3 - 5シーズンを放送）
- ポケモン☆サンデー
- 極上!!めちゃモテ委員長
- やりすぎコージー
- BLEACH（2008年にRBCから移行）※HD[注 17]
- 家族になろう（よ）
- 世界ナゼそこに?日本人 〜知られざる波瀾万丈伝〜（2013年10月打ち切り）
- ペット大行進! ど〜ぶつくん
- モヤモヤさまぁ〜ず2（後にRBCで放送するも途中打ち切り）
- きらきらアフロTM（2013年3月打ち切り）
- 教えて!ウルトラ実験隊
- BEST OF J-GROOVE（テレビ大阪制作）
- ポンコツ&さまぁ〜ず（『超ポンコツさまぁ〜ず』は県内未放送）
- フューチャーカード バディファイトDDD（テレビ愛知制作）
- ぴかぴかマンボ
- 母ちゃんに逢いたい!
- 超かわいい映像連発!どうぶつピース!!
- ソレダメ!〜あなたの常識は非常識!?〜（現在はRBCで放送）
- 男子ごはん
- 愚かな天使は悪魔と踊る

独立放送局など
- 東京リベンジャーズ（毎日放送・AT-X共同製作、第2期はRBCで放送）
- 桜塚ヤンキース（テレ玉制作）
- 演歌百撰（サンテレビ制作、1997年にRBCから移行、番組自体は継続中）
- あそびにいくヨ!（UHFアニメ）
- MUSIC LAUNCHER（千葉テレビ制作）
- アイドルパーティー（千葉テレビ制作）
- マネまねSHOW TV〜IT'S SHOW TIME〜（千葉テレビ制作）[注 18]
- D4DJ First mix（TOKYO MX幹事・ブシロード制作）
- ダークギャザリング
- アストロノオト
- 逃げ上手の若君（BS11・TOKYO MX共同製作）

韓国ドラマ
- 夏の香り
- 秋の童話
- ホテリアー
- 冬のソナタ

### 開局時にRBCからネット移行した番組
- スーパー戦隊シリーズ[注 19]
- 勇者シリーズ（NBN制作）[注 20]
- 新婚さんいらっしゃい!（ABC制作）
- 美少女戦士セーラームーンシリーズ[注 21]
- ABC制作日曜朝8時30分枠のアニメ[注 22]
- SLAM DUNK
- スーパーモーニング
- あまから問答
- ドラえもん[注 23]
- クレヨンしんちゃん
- おかずのクッキング
- タモリ倶楽部
- 徹子の部屋
- 水曜9時枠刑事ドラマ[注 24]
- 暴れん坊将軍シリーズ[注 25]
- 熱闘甲子園
- 住まいの110番（静岡朝日テレビ制作）[注 26]

※なお、会社設立に伴いOTVで放送されていたテレビ朝日系の番組は民教協制作番組を除き1993年に放送されなくなったため、QAB開局までの間はRBCで放送された。

## 備考
- 開局PRCMは数ヶ月前からRBCで放送されていたが、その時には北島三郎が出演していた（「暴れん坊将軍」シリーズに出演していたため、最後には「週末、暴れん坊でお会いしましょう」とコメントしていた）。※当時の放送時間が土曜日だったため。
- 開局当初は当社のアナウンサー（三上智恵・池原あかね・宮城さつき）だけでなく、当時のテレビ朝日の新人アナウンサーだった西脇亨輔・下平さやか・高橋真紀子もPRCMに出演していた（下平と高橋は2人そろって出演。その場合必ず「アンテナを立てて」と言っていた）。
- 自社主催だけでなく、親会社のRBC主催のイベント告知CMを放送することがある（その場合RBCの社名は隠している。またRBC主催のイベントはたいてい後援となっている）。かつてはRBCiラジオの宣伝も一部放送されていた。逆に当社主催のイベント告知CMがRBCで放送されることは少ない（なお開局前のQAB開局PRCMだけでなく、開局後の佐敷中継局開局告知のCMもRBCで放送された）。
  - 2010年5月14日深夜にはQABローカルで生放送され、後に朝日ニュースターで全国放送された「どうなる普天間移設～朝まで徹底生激論～」ではRBC共用のテレビスタジオからの放送だったが、その際にもカメラなどの放送機材に記されているRBCの社名は隠している[注 27]。
  - 高校野球中継などの外部番組制作会社への仕事発注もQABではなくRBC発注となっている[23]。
- 2023年現在、日本テレビ系列の番組は放送されていない（権利切れの再放送番組や、日本テレビが制作に関与した民放連加盟全局放送、あるいはテレビ朝日など各キー局との共同制作による5系列放送の番組を除く）。
  - その一方、広島テレビが運営し[24]、日本テレビを除く全国の日本テレビ系列各局が参加するウェブサイト『子育て応援団』に、系列外の放送局として唯一参加している[25]。

### マスコットキャラクター「Qごろ〜」
2006年10月2日より、当時沖縄県立芸術大学の学生だった女性が作成したキャラクターQごろ〜が、マスコットキャラクターとして起用され、天気予報などのミニ番組名などにも冠されている。
アルファベットのQの形をしたキャラクターである。名前の由来は、Qは琉球朝日放送の略称「QAB」の頭文字、ごろ〜はQABの地デジにおけるリモコンID番号の「5」に因んでいる。
誕生日は9月5日。いつもニコニコ、人懐っこく、甘えん坊でイタズラ好きの性格とされ、「きゅ～ん」と鳴く。また、頭のてっぺんにあるアンテナでキャッチした情報を家庭に発信している。体の色は青（少し濃いシアン系）だが、ミニ番組「Qごろ〜じゃんけん」や、QABのタイムテーブルやカレンダーなどで沖縄の行事を行う、ピンク（マゼンタ）や黄色のQごろ〜を見ることができる。

#### カレンダーで見られるQごろ〜と沖縄の行事
- 1月=ムーチー・寒緋桜の小道
- 2月=ウージトーシ（サトウキビの収穫）
- 3月=浜下り・ゆかる日 まさる日 さんしんの日
- 4月=シーミー
- 5月=ハーリー
- 6月=慰霊の日・夏の甲子園沖縄予選
- 7月=ビーチパーリー
- 8月=エイサー・全島闘牛大会
- 9月=十五夜
- 10月=大綱挽・パーントゥ
- 11月=首里城祭
- 12月=クリスマス